# Alessandro II Zabina
Alessandro II Zabina (greco: Ἀλέξανδρoς Zαβίνας, Aléxandros Zabìnas; latino: Alexander II Zabinas; ... – vicino Antiochia di Siria, 123 a.C.) è stato un sovrano dell'Impero seleucide dal 128 al 123 a.C..

## Biografia
Alessandro, che non apparteneva alla dinastia seleucide, salì al potere durante il periodo di caos che seguì alla perdita della Mesopotamia a causa della guerra con i Parti; Zabina affermava di essere il figlio adottivo di Antioco VII, mentre era in effetti una pedina nelle mani del sovrano egizio Tolomeo VIII, che lo utilizzò contro il legittimo sovrano seleucide Demetrio II, che sosteneva le pretese di Cleopatra II, sorella di Tolomeo, riguardo al trono egizio.
Zabina riuscì a sconfiggere Demetrio durante una guerra civile e a regnare su alcune parti della Siria (128 - 123 a.C.), ma gli venne a mancare presto il sostegno egizio e fu quindi sconfitto a sua volta dal figlio di Demetrio, Antioco VIII Gripo. Come ultima spiaggia, Zabina decise di saccheggiare i templi della capitale seleucide, Antiochia di Siria: nell'atto di fondere una statua della dea Vittoria che era stata posta nella mano di una statua di Zeus, affermò che "Zeus mi ha dato la Vittoria". Gli Antiochieni, inferociti dalla sua mancanza di pietà religiosa, espulsero Alessandro, che venne catturato e giustiziato poco dopo.
Il termine "Zabinas" è derogativo, in quanto significa "quello comprato"; non sono note le ragioni, ma Alessandro II fu l'unico sovrano seleucide dell'ultimo periodo che non utilizzò degli epiteti sulla sua monetazione.